# Alexander Merbeth
Alexander Merbeth (* 8. Juli 1981 in Karlsruhe) ist ein deutscher Schauspieler und Synchronsprecher.

## Leben
Alexander Merbeth absolvierte seine Schauspielausbildung am Hamburger Schauspielstudio Frese und war seitdem in verschiedenen Fernsehproduktionen wie zum Beispiel Schiller, Großstadtrevier und Der Froschkönig und im Theater zu sehen.
Zwischen 2012 und 2016 studierte er zusätzlich Bildende Kunst mit dem Schwerpunkt Film an der HfBK Hamburg.
Alexander Merbeth lebt in Hamburg.

## Filmografie (Auszug)

### Fernsehserien
- 2020: WaPo Bodensee
- 2021–2024: Die Discounter
- 2023: Intimate.
- 2024: Informant-Angst über der Stadt
- 2024: Tatort - Doppelfolge: Unter Feinden
- 2024: Notruf Hafenkante
- 2024: Mord oder Watt? – Für Immer Matjes

### Spielfilme
- 2005: Schiller (Fernsehfilm)
- 2008: Großstadtrevier (Fernsehfilm)
- 2010: Gonger 2 – Das Böse kehrt zurück (Fernsehfilm)
- 2013: Endzeit (Kinofilm)
- 2018: Whatever Happens Next (Kinofilm)
- 2018: Waldgang (Kinofilm)
- 2024: Kalte Füße (Kurzspielfilm)

## Synchronisation (Auszug)

### Filme
- 2018: Viktor Stepanyan (als Robert Melkonyan) in Earthquake
- 2019: Jake Horowitz (als Everett Sloan) in Die Weite der Nacht
- 2019: Malcolm M. Mays (als Bauer X) in Der Tag wird kommen
- 2019: Jeremy Irvine (als Charles Hall) in The Professor and the Madman
- 2019: Nicholas Hoult (als Constable Fitzpatrick) in Outlaws - Die wahre Geschichte der Kelly Gang
- 2020: Bruno Salvatti (als Esteban (Tea)) in Red Screening - Blutige Vorstellung
- 2020: Dario Yazbek Bernal (als Alan) in New Order - Die neue Weltordnung
- 2020: Juvat Westendorp (als Thijs) in Men at Work: Miami
- 2022: Tru Valentino (als Tassilo) in The Cuphead Show!
- 2022: Adrian Mackenzie (als Bandana-Typ) in When You Finish Saving the World
- 2022: Thobias Thorwid (als Lewis) in Triangle of Sadness
- 2023: Arturo Castro (als Bobby) in White Men Can't Jump
- 2024: Sebastian Bull (als Mikkel) in Die Wärterin
- 2024: Caspar Weinberger (als Dana Rohrabacher) in Reagan
- 2024: Tayo Cittadella Jacobsen (als Tor) in Oslo Stories - Liebe

### Serien
- 2017: Mathieu Barbet (als Julien Duprez) in Falco
- 2018: Shiho Sasaki (als Osamu Osanai) in Tsugumomo
- 2018: Ryan Bommarito (als Jerry) in The Bold Type - Der Weg nach oben
- 2018: DeRon Horton (als Lou Carter) in American Vandal Staffel II
- 2018: Romano Reggiani (als Leo (jung)) in 1993
- 2018: Michiko Kaiden (als Tenma Izumo) in Naruto Shippuden
- 2018: Gabriel Reif (als Jamaica) in Total Dreamer
- 2019: Manuel Rodriguez-Saenz (als Boone) in Black Summer
- 2020: Hiroyuki Yoshino (als Quant Blitz) in Tower of God
- 2020: Wakato Kanematsu (als Takashi Asuma) in Alice in Borderland
- 2021: Toshiyuki Toyonaga (als Yuri) in Shakugan
- 2022: Adam Trask (als Pl undar) in Ninjago
- 2023: Nobuhiko Okamoto (als Himmel) in Frieren – Nach dem Ende der Reise
- 2024: Toshiyuki Toyonaga (als Mitsuki Kiryuu) in Wind Breaker
- 2025: Akio Suyama (als QJ) in Zenshu
- 2025: Jung-in Hong (als Do-hun) in Low Life
- 2025: Marina Inoue (als Gear) in Bullet/Bullet

### Spiele
- 2007: Transformers (als Sam Witwicky)
- 2008: Call of Duty: World at War (als Deutscher Soldat)
- 2010: Blur (als Rennfahrer)
- 2016: Killing Floor 2 (als DJ Scully)
- 2017: Laytons Mystery Journey: Katrielle und die Verschwörung der Millionäre (als Ernest Drowrig)
- 2018: Shadow of the Tombraider (div)
- 2018: South Park: Die rektakuläre Zerreißprobe - Bring den Crunch DLC (als Nathan)[1]
- 2022: A Plague Tale: Requiem (als Perreux)
- 2023: Final Fantasy XVI (als Ultima)
- 2024: Indiana Jones und der Große Kreis (als Satipo)
- 2025: Mafia: The Old Country (als Cesare)